# Кіонгський трикутник

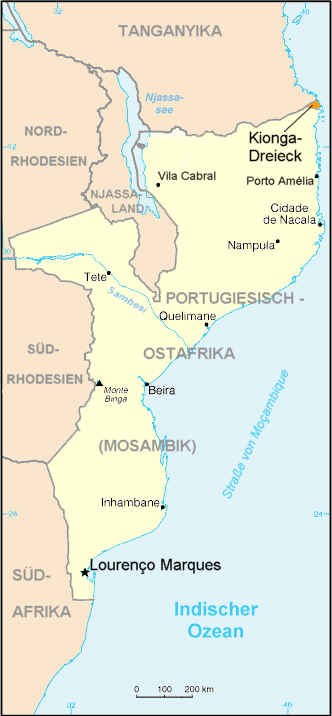
Трикутник Кіонга на північному сході Мозамбіка

Кіо́нгський трику́тник (нім. Kionga-Dreieck, порт. Triângulo de Quionga)  — невелика територія на крайньому північному сході Мозамбіку (уздовж кордону з Танзанією), на березі Індійського океану на південь від річки Рувума, довкола селища Кіонга (англ. Kionga, порт. Quionga).
У 1886 році Німеччина і Португалія домовилися провести кордон між своїми володіннями — Німецькою Східною Африкою і Португальським Мозамбіком — по річці Рувума.
1892 року Німеччина оголосила, що Португалія не має прав на землі на північ від мису Кабу-Делгаду (приблизно 10 км на південь від гирла Рувуми). 1894 року німецький флот захопив Кіонгу, а німецькі війська окупували її околиці («Кіонгський трикутник») площею 395 км².
Під час Першої Світової війни (1916) ця територія знову перейшла до Португалії.
Згідно з Версальським договором Кіонгський трикутник став єдиним португальським територіальним надбанням після війни. Кордон знову був встановлений по ріці Рувума.